# آنتونی اوکانر (بازیکن فوتبال)
آنتونی اوکانر (انگلیسی: Anthony O'Connor؛ زادهٔ ۲۵ اکتبر ۱۹۹۲) بازیکن فوتبال اهل جمهوری ایرلند است.
از باشگاه‌هایی که در آن بازی کرده است می‌توان به باشگاه فوتبال بلکبرن روورز، باشگاه فوتبال تورکی یونایتد، باشگاه فوتبال پلیموث آرگیل، و باشگاه فوتبال برتون آلبیون اشاره کرد.